# Günter Maurer
Günter Maurer (* 1965 in Stuttgart) ist ein deutscher Hörspiel- und Theaterregisseur.

## Leben
Günter Maurer ist seit 1991 als Regisseur für Features und Hörspiele, darunter auch Mundartproduktionen, für den Südwestrundfunk (SWR) tätig. Daneben entwickelt er gemeinsam mit dem Vokalensemble des SWR Bühnenkonzepte für Kinderkonzerte, bei denen er auch die Regie übernimmt.
Als Theaterregisseur wirkte Maurer bislang am Kammertheater in Karlsruhe, am Studiotheater Stuttgart und an der Hochschule für Musik und Darstellende Kunst Stuttgart. Dort arbeitet er seit 2013 auch als Dozent in den Bereichen Sprechkunst und Mediensprechen.

## Regiearbeiten Hörfunk (Auswahl)
(W = auch Bearbeitung (Wort))
- 1995: You can’t hide – Autor: Thomas Fuchs
- 1997: Strawinskis rechte Hand – Autor: Christoph Güsken
- 1998: Micromant – der kleine Werkspion – Autor: Reinhardt Jung
- 1999: Die Glasharfe – Autor: Peter Maiwald
- 2000: Ein Flimmern, ein Rauschen, ein Hahnenschrei – Autor: Christoph Gahl
- 2000: Bergmann veredelt – Autor: Daniel Oliver Bachmann
- 2001: Eloise – Autorin: Kay Thompson
- 2001: Der Spion von Aalen – Autor: Mark Kleber
- 2001: Passion – Autor: Peter Stamm
- 2001: Gereimte Geschichten – Autor: Hans-Joachim Gelberg
- 2002: Frequent Flyer – Autor: Kinky Friedman (W)
- 2002: Das Mädchen am Kanal – Autor: Thierry Lenain
- 2002: I Furiosi – Die Wütenden – Autor: Nanni Balestrini (W)
- 2003: S Gschenk vo da weisa Morgaländer – Autorin: Andrea Noll
- 2003: Viva Italia – Autor: Daniel Oliver Bachmann
- 2003: Flugversuche – Autorin: Lilian Eige
- 2003: A Kloed fürs Grab – Autorin: Christina Sufka
- 2004: Witwen in Halbhöhenlage – Autor: Karl Napf
- 2005: Wenn der Nachbar zweimal klingelt… – Autor: Olaf Nägele
- 2005: Frentzen & Friends – Autor: Stefan Wilke
- 2005: Grüß Gott, Herr Minischter – Autor: Felix Huby
- 2006: Die Erbschaft – Autor: Guy de Maupassant
- 2006: Nach Hause – Autorin: Susanne Lux
- 2006: Bienzle und der Mord am Neckar – Autor: Felix Huby
- 2006: Götter, Mumien und Pharaonen – Autor: NN (W)
- 2007: Mein Lebtag – Autor: Fitzgerald Kusz (W)
- 2007: ‘s Bähnle – Autor: Wolfgang Brenneisen
- 2008: Romantik für jedermann – Autor: Olaf Nägele
- 2008: Radio-Tatort: Himmelreich und Höllental – Autorin: Christine Lehmann
- 2008: Fremde Wasser – Autor: Wolfgang Schorlau (W)
- 2008: Radio-Tatort: Mordlauf – Autorin: Christine Lehmann
- 2008: Notbremse – Autor: Manfred Bomm (W)
- 2009: Radio-Tatort: Falsches Herz – Autoren: Friedrich Ani und Uta-Maria Heim
- 2009: Schattennetz – Autor: Manfred Bomm (W)
- 2010: Ein perfekter Mord – Autor: Wolfgang Schorlau (W)
- 2011: Waidmannsheil – Autorin: Susanne Hinkelbein
- 2011: A Mordsgschwätz – Autorin: Carin Chilvers
- 2012: Flaschebier ond Kaviar – Autor: Felix Huby
- 2012: Warten auf Poirot – Autorin: Nora Miedler
- 2013: Der Fernsehgast – Autor: Kurt Oesterle (W)
- 2013: Ischdanbul, all inclusive – Autor: Bernd Storz
- 2013: Die drei Reisen Sindbads – aus Tausendundeiner Nacht
- 2014: Des Kaisers Nachtigall – Autor: Hans Christian Andersen
- 2014: Die Fallers: Junggesellenabschied – Autor: Hugo Rendler
- 2015: G’sundheit! – Autor: Manfred Zach
- 2015: Gemischtes Doppel – Autorin: Susanne Ayoub
- 2016: Die drei gerechten Kammmacher – Autor: Gottfried Keller
- 2016: Rendezvous im Stocherkahn – Autorin: Nicole Krieg
- 2016: Laible und Frisch – Gut geklaut ist halb gebacken – Autoren: Frieder Scheiffele und Sebastian Feld (W)
- 2017: Hier können Sie im Kreis gehen – Autor: Frédéric Zwicker
- 2017: Freundschaft, das ist wie Heimat – Autorin: Kathrin Hildebrand

## Weitere Hörfunk-Produktionen (Auswahl)
D = Dokumentation / F = Feature / R = Reportage
- 2006: James Bond made in GDR? – Sozialistische Fernsehhelden an der unsichtbaren Front des Friedens (D) – Autor: Thomas Gaevert
- 2007: Ich wollte kein Verräter sein – Der Fall Paul Merker und die SED (D) – Autor: Thomas Gaevert
- 2009: Die Geschichte von Laila und Slow Joe – Mit der Schatzkiste auf Glückssuche (D) – Autor: Thomas Gaevert
- 2009: Wege nach Oz (F) – Autor: Thomas Gaevert
- 2009: Wie kannst du mit dieser Vergangenheit leben – RAF-Aussteiger in der DDR – Autor: Thomas Gaevert (F)
- 2010: Eher regnet es Tinte –  Der Mordfall Hagedorn und ein verbotenes Filmprojekt (D) – Autor: Thomas Gaevert
- 2011: Irgendein Mike Oldfield neuerdings... – Eine Vater-Sohn-Geschichte (D) – Autor: Thomas Gaevert
- 2012: Der Roland und der Urstromtaler – Unterwegs mit einer Regionalwährung (D) – Autor: Thomas Gaevert
- 2012: Bloß weg –  Straßenkinder in Deutschland (D) – Autor: Thomas Gaevert
- 2012: Ihr zweites Leben –  Kerstin Kuzia berät ehemalige DDR-Heimkinder (D) – Autor: Thomas Gaevert
- 2012: Lange Schatten –  DDR-Grenzer, der „Mordfall Runge“ und ein Prozess (D) – Autor: Thomas Gaevert
- 2014: Fight for Peace in Kabul –  Die Geschichte des Boxers Hamid Rahimi (F) – Autor: Thomas Gaevert
- 2014: Von alten Parolen zu neuen Freiheiten –  Die letzten Teenager der DDR (F) – Autor: Thomas Gaevert
- 2015: Ich weiß nicht, woher es kommt – Leben mit dem PWS-Syndrom (R) – Autor: Thomas Gaevert
- 2015: Vom Brockenbenno und der verlorenen Zeit –  Geschichte eines Extremwanderers (R) – Autor: Thomas Gaevert
- 2016: Kasachstan, das war einmal – Wie die Familie Briandin in Deutschland eine zweite Heimat fand (F) – Autor: Thomas Gaevert
- 2018: Auf der Suche nach der Welt von morgen – Eine Phantastische Bibliothek (F) – Autor: Thomas Gaevert
- 2019: Der  Wetterbeobachter – Ein Leben auf dem Brocken  (F) – Autor: Thomas Gaevert
- 2019: Deutschland ist ein weißgeblümtes Kleid  – Warum die Vietnamesin Huong Trute vor über 40 Jahren in die DDR kam und blieb  (D) – Autor: Thomas Gaevert